# Issama Mpeko
Djo Issama Mpeko (Mbandaka, 3 marzo 1986) è un calciatore della Repubblica Democratica del Congo, difensore del TP Mazembe e della Nazionale congolese.

## Carriera

### Club
Ha sempre giocato in club del suo paese.

### Nazionale
Ha preso parte alla Coppa d'Africa nel 2013, 2015, 2017 e 2019.

## Palmarès

### Club

#### Competizioni nazionali
- Linafoot: 6

Vita Club: 2014-2015
TP Mazembe: 2015-2016, 2016-2017, 2018-2019, 2019-2020, 2021-2022

#### Competizioni internazionali
- CAF Champions League: 1

TP Mazembe: 2015
- Coppa della Confederazione CAF: 2

TP Mazembe: 2016, 2017
- Supercoppa CAF: 1

TP Mazembe: 2016